# Trasimedes
|  | Per a altres significats, vegeu «Trasímedes». |

Segons la mitologia grega, Trasimedes (en grec antic Θρασυμήδης) va ser un heroi grec, fill de Nèstor, rei de Pilos, i d'Anaxíbia.
Va acompanyar el seu pare i el seu germà Antíloc a la guerra de Troia. Segons el "Catàleg de les naus", comandava un contingent de quinze naus. Participa, en segon terme, en diversos episodis: en un combat al voltant del cos del seu germà contra Mèmnon i també figura a la llista dels guerrers que es van introduir dins del cavall de fusta. Va retornar sa i estalvi a Pilos a l'acabar la guerra, i allà va acollir Telèmac, fill d'Ulisses. Va tenir un fill anomenat Sil·los, i un net, Alcmeó, diferent del fill d'Amfiarau. La seva tomba es mostrava prop de Pilos.